# Allipebre
L'allipebre és una tècnica culinaria pròpia del sud de l'Horta de València i el nord de la Ribera Alta i la Ribera Baixa, comarques que voregen l'Albufera de València. Es fa servir per a preparar sucosos mulladors amb l'anguila pròpia de l'Albufera o altres peixos. Consistix a sofregir alls, pebrets coents, pinyons i pebre roig, en aquest ordre), afegint aigua abans que no es creme, per acabar afegint el peix que es vol afegir -normalment anguila- i les creïlles trencades, tot en cru, amb la sal, l'aigua i un poquet de farina o pa fregit, tot en una paella o una cassoleta baixa, deixant bullir uns 20 o 25 minuts a foc lent.
Una varietat de l'allipebre és l'espardenyà (espardenyada), originària de les mateixes comarques al voltant de l'Albufera de València, amb pollastre -o ànec- i conill, que es fregixen abans per després continuar amb la recepta de l'allipebre.
L'allipebre d'anguiles és el més conegut, però se'n pot fer també de llissa, rap, salmó o altres peixos.